# Rallye Monte-Carlo 2013
Le Rallye Monte-Carlo 2013 est la 1re manche du Championnat du monde des rallyes 2013.

## Résultats

### Classement final
| Rang | Pilote                  | Copilote                 | Numéro | Voiture                    | Écurie                      | Temps             | Écart          | Points |
| ---- | ----------------------- | ------------------------ | ------ | -------------------------- | --------------------------- | ----------------- | -------------- | ------ |
| 1.   | Sébastien Loeb (FRA)    | Daniel Elena (MON)       | 1      | Citroën DS3 WRC            | Citroën Total Abu Dhabi WRT | 5 h 18 min 57 s 2 | -              | 25     |
| 2.   | Sébastien Ogier (FRA)   | Julien Ingrassia (FRA)   | 8      | Volkswagen POLO R WRC      | Volkswagen Motorsport       | 5 h 20 min 37 s 1 | +1 min 39 s 9  | 18     |
| 3.   | Dani Sordo (ESP)        | Carlos del Barrio (ESP)  | 10     | Citroën DS3 WRC            | Abu Dhabi Citroën Total WRT | 5 h 22 min 46 s 2 | +3 min 49 s 0  | 15     |
| 4.   | Mikko Hirvonen (FIN)    | Jarmo Lehtinen (FIN)     | 2      | Citroën DS3 WRC            | Citroën Total Abu Dhabi WRT | 5 h 24 min 23 s 5 | +5 min 26 s 3  | 12     |
| 5.   | Bryan Bouffier (FRA)    | Xavier Panseri (FRA)     | 22     | Citroën DS3 WRC            | Bryan Bouffier              | 5 h 27 min 10 s 3 | +8 min 13 s 1  | 10     |
| 6.   | Mads Ostberg (NOR)      | Jonas Andersson (SWE)    | 4      | Ford Fiesta RS WRC         | Qatar M-Sport WRT           | 5 h 31 min 00 s 9 | +12 min 03 s 7 | 08     |
| 7.   | Martin Prokop (CZE)     | Michal Ernst (CZE)       | 21     | Ford Fiesta RS WRC         | Jipocar Czech National Team | 5 h 42 min 24 s 5 | +23 min 27 s 3 | 06     |
| 8.   | Sepp Wiegand (en) (GER) | Frank Christian (GER)    | 32     | Škoda Fabia S2000          | Škoda Auto Deutschland      | 5 h 48 min 31 s 7 | +29 min 34 s 5 | 04     |
| 9.   | Olivier Burri (SUI)     | André Saucy (SUI)        | 42     | Peugeot 207 S2000          | Olivier Burri               | 5 h 54 min 35 s 4 | +35 min 38 s 2 | 02     |
| 10.  | Michał Kościuszko (POL) | Maciej Szcsepaniak (POL) | 12     | Mini John Cooper Works WRC | Lotos Team WRC              | 5 h 55 min 25 s 2 | +36 min 28 s 0 | 01     |

3, 2, 1 : y compris les 3, 2 et 1 points attribués aux trois premiers de la spéciale télévisée (power stage).

### Spéciales chronométrées
| Étape            | Spéciale | Heure   | Nom                                             | Distance | Vainqueur              | Temps         | Leader                 |
| ---------------- | -------- | ------- | ----------------------------------------------- | -------- | ---------------------- | ------------- | ---------------------- |
| (15 janvier)     | ES0      |         | Shakedown                                       | 3,58 km  | Thierry Neuville (BEL) | 2 min 28 s 1  | Thierry Neuville (BEL) |
| 1re (16 janvier) | ES1      | 09 h 03 | Le Moulinon – Antraigues 1                      | 37,10 km | Sébastien Ogier (FRA)  | 27 min 31 s 8 | Sébastien Ogier (FRA)  |
| 1re (16 janvier) | ES2      | 10 h 21 | Burzet – Saint-Martial 1                        | 30,60 km | Sébastien Loeb (FRA)   | 25 min 02 s 7 | Sébastien Loeb (FRA)   |
| 1re (16 janvier) | ES3      | 14 h 21 | Le Moulinon – Antraigues 2                      | 37,10 km | Sébastien Loeb (FRA)   | 25 min 16 s 2 | Sébastien Loeb (FRA)   |
| 1re (16 janvier) | ES4      | 15 h 39 | Burzet – Saint-Martial 2                        | 30,60 km | Sébastien Loeb (FRA)   | 21 min 54 s 6 | Sébastien Loeb (FRA)   |
| 2e (17 janvier)  | ES5      | 09 h 33 | Labatie d’Andaure – Lalouvesc 1                 | 19,08 km | Sébastien Ogier (FRA)  | 14 min 22 s 3 | Sébastien Loeb (FRA)   |
| 2e (17 janvier)  | ES6      | 10 h 14 | St-Bonnet – St-Julien-Molhesabate – St-Bonnet 1 | 25,45 km | Evgeny Novikov (RUS)   | 18 min 02 s 7 | Sébastien Loeb (FRA)   |
| 2e (17 janvier)  | ES7      | 11 h 17 | Lamastre – Gilhoc – Alboussière 1               | 21,72 km | Evgeny Novikov (RUS)   | 17 min 07 s 5 | Sébastien Loeb (FRA)   |
| 2e (17 janvier)  | ES8      | 14 h 50 | Labatie d’Andaure – Lalouvesc 2                 | 19,08 km | Sébastien Loeb (FRA)   | 13 min 10 s 1 | Sébastien Loeb (FRA)   |
| 2e (17 janvier)  | ES9      | 15 h 31 | St-Bonnet – St-Julien-Molhesabate – St-Bonnet 2 | 25,45 km | Juho Hänninen (FIN)    | 17 min 33 s 2 | Sébastien Loeb (FRA)   |
| 2e (17 janvier)  | ES10     | 16 h 54 | Lamastre – Gilhoc – Alboussière 2               | 21,72 km | Sébastien Loeb (FRA)   | 15 min 43 s 0 | Sébastien Loeb (FRA)   |
| 3e (18 janvier)  | ES11     | 09 h 08 | Saint-Jean-en-Royans – La Cime du Mas           | 33,19 km | Sébastien Loeb (FRA)   | 20 min 17 s 9 | Sébastien Loeb (FRA)   |
| 3e (18 janvier)  | ES12     | 13 h 31 | St-Nazaire le Désert – La Motte Chalançon       | 22,11 km | Mads Østberg (NOR)     | 15 min 29 s 5 | Sébastien Loeb (FRA)   |
| 3e (18 janvier)  | ES13     | 15 h 29 | Sisteron - Thoard                               | 36,70 km | Sébastien Loeb (FRA)   | 24 min 17 s 9 | Sébastien Loeb (FRA)   |
| 4e (19 janvier)  | ES14     | 15 h 11 | Moulinet – La Bollène-Vésubie 1                 | 23,54 km | Bryan Bouffier (FRA)   | 23 min 56 s 9 | Sébastien Loeb (FRA)   |
| 4e (19 janvier)  | ES15     | 15 h 54 | Lantosque – Lucéram 1                           | 18,95 km | Dani Sordo (ESP)       | 15 min 02 s 7 | Sébastien Loeb (FRA)   |
| 4e (19 janvier)  | ES16     | 17 h 37 | Moulinet – La Bollène-Vésubie 2                 | 23,54 km | Sébastien Loeb (FRA)   | 22 min 08 s 8 | Sébastien Loeb (FRA)   |
| 4e (19 janvier)  | ES17     | 21 h 23 | Moulinet – La Bollène-Vésubie 3                 | 23,54 km | Annulée                | Annulée       | Sébastien Loeb (FRA)   |
| 4e (19 janvier)  | ES18     | 22 h 06 | Lantosque – Lucéram 2 (Power Stage)             | 18,95 km | Annulée                | Annulée       | Sébastien Loeb (FRA)   |

## Classements au championnat après l'épreuve

### Classement des pilotes
Selon le système de points en vigueur, les 10 premiers équipages remportent des points, 25 points pour le premier, puis 18, 15, 12, 10, 8, 6, 4, 2 et 1.
| Rang | Pilote            | Rallyes | Rallyes | Rallyes | Rallyes | Rallyes | Rallyes | Rallyes | Rallyes | Rallyes | Rallyes | Rallyes | Rallyes | Rallyes | Total points |
| Rang | Pilote            | MON     | SUE     | MEX     | POR     | ARG     | GRE     | ITA     | FIN     | GER     | AUS     | FRA     | ESP     | GBR     | Total points |
| ---- | ----------------- | ------- | ------- | ------- | ------- | ------- | ------- | ------- | ------- | ------- | ------- | ------- | ------- | ------- | ------------ |
| 1er  | Sébastien Loeb    | 25      | -       | -       | -       | -       | -       | -       | -       | -       | -       | -       | -       | -       | 25           |
| 2e   | Sébastien Ogier   | 18      | -       | -       | -       | -       | -       | -       | -       | -       | -       | -       | -       | -       | 18           |
| 3e   | Dani Sordo        | 15      | -       | -       | -       | -       | -       | -       | -       | -       | -       | -       | -       | -       | 15           |
| 4e   | Mikko Hirvonen    | 12      | -       | -       | -       | -       | -       | -       | -       | -       | -       | -       | -       | -       | 12           |
| 5e   | Bryan Bouffier    | 10      | -       | -       | -       | -       | -       | -       | -       | -       | -       | -       | -       | -       | 10           |
| 6e   | Mads Østberg      | 8       | -       | -       | -       | -       | -       | -       | -       | -       | -       | -       | -       | -       | 08           |
| 7e   | Martin Prokop     | 6       | -       | -       | -       | -       | -       | -       | -       | -       | -       | -       | -       | -       | 06           |
| 8e   | Sepp Wiegand (en) | 4       | -       | -       | -       | -       | -       | -       | -       | -       | -       | -       | -       | -       | 04           |
| 9e   | Olivier Burri     | 2       | -       | -       | -       | -       | -       | -       | -       | -       | -       | -       | -       | -       | 02           |
| 10e  | Michał Kościuszko | 1       | -       | -       | -       | -       | -       | -       | -       | -       | -       | -       | -       | -       | 01           |

| Couleur | Résultat                                                         |
| ------- | ---------------------------------------------------------------- |
| Or      | Vainqueur                                                        |
| Argent  | 2e place                                                         |
| Bronze  | 3e place                                                         |
| Vert    | Classé, dans les points                                          |
| Bleu    | Classé, hors des points Non classé (Nc.)                         |
| Mauve   | Abandon (Ab.) Retrait (Re.)                                      |
| Noir    | Disqualifié (Dq.)                                                |
| Blanc   | N'a pas pris le départ (Np.) Forfait (Forf.) Épreuve annulée (A) |
| Aucune  | N'a pas participé (-)                                            |

3, 2, 1 : y compris les 3, 2 et 1 points attribués aux trois premiers de la spéciale télévisée (power stage).

### Classement des constructeurs
| Rang | Équipe                                   | Rallyes | Rallyes | Rallyes | Rallyes | Rallyes | Rallyes | Rallyes | Rallyes | Rallyes | Rallyes | Rallyes | Rallyes | Rallyes | Total points |
| Rang | Équipe                                   | MON     | SUE     | MEX     | POR     | ARG     | GRE     | ITA     | FIN     | GER     | NZL     | FRA     | ESP     | GBR     | Total points |
| ---- | ---------------------------------------- | ------- | ------- | ------- | ------- | ------- | ------- | ------- | ------- | ------- | ------- | ------- | ------- | ------- | ------------ |
| 1er  | Citroën Total Abu Dhabi World Rally Team | 37      | -       | -       | -       | -       | -       | -       | -       | -       | -       | -       | -       | -       | 37           |
| 2e   | Volkswagen Motorsport                    | 18      | -       | -       | -       | -       | -       | -       | -       | -       | -       | -       | -       | -       | 18           |
| 3e   | Abu Dhabi Citroën Total World Rally Team | 15      | -       | -       | -       | -       | -       | -       | -       | -       | -       | -       | -       | -       | 15           |
| 4e   | Qatar M-Sport World Rally Team           | 10      | -       | -       | -       | -       | -       | -       | -       | -       | -       | -       | -       | -       | 10           |
| 5e   | Lotos Team WRC                           | 8       | -       | -       | -       | -       | -       | -       | -       | -       | -       | -       | -       | -       | 08           |
| 6e   | Qatar World Rally Team                   | 0       | -       | -       | -       | -       | -       | -       | -       | -       | -       | -       | -       | -       | 0            |